# Naturschutzgebiet Mühlenstrang
Koordinaten: 51° 27′ 1″ N, 7° 36′ 44″ O

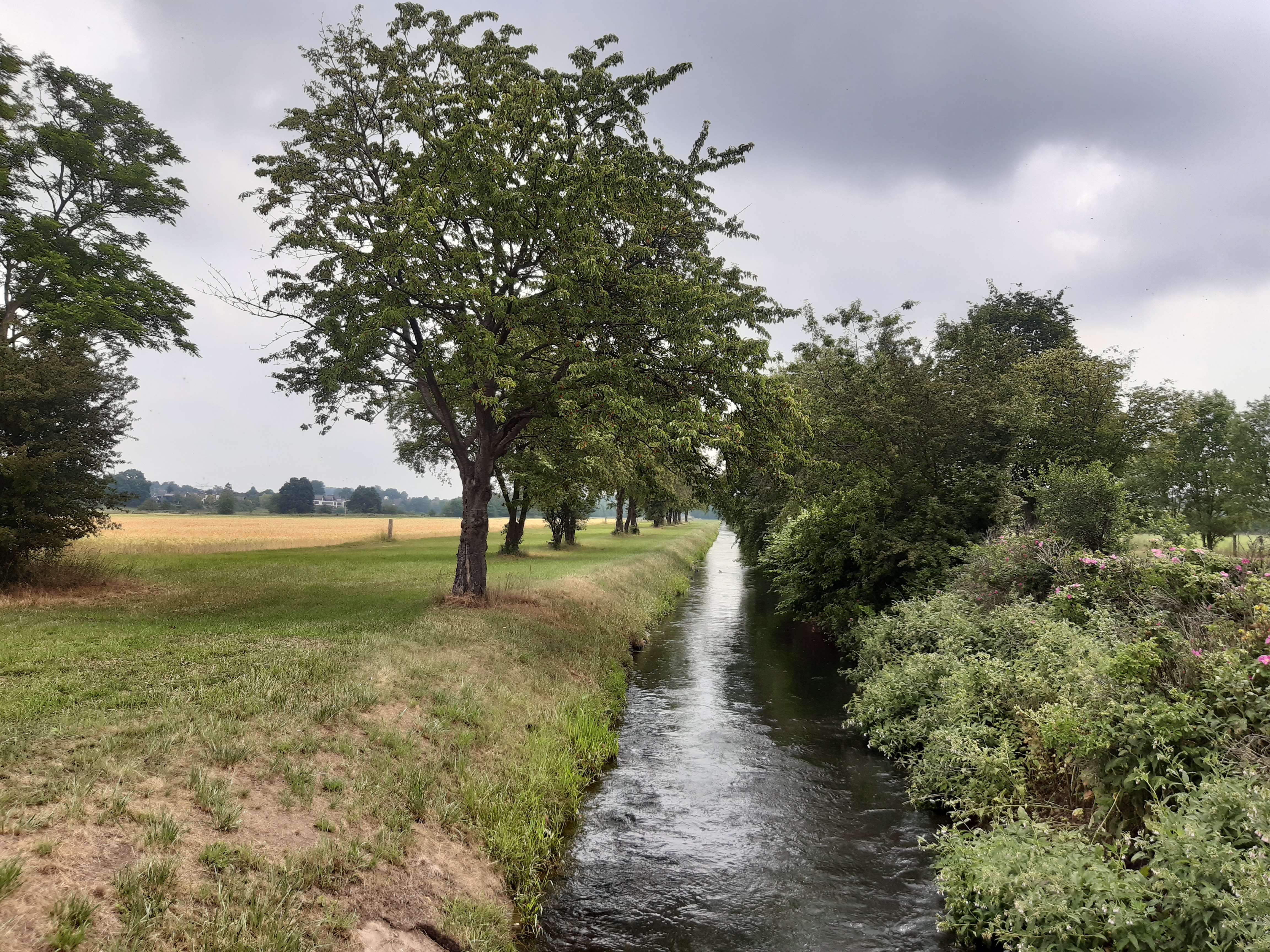
Naturschutzgebiet Mühlenstrang (Juni 2020)

Das Naturschutzgebiet Mühlenstrang liegt auf dem Gebiet der Stadt Schwerte im Kreis Unna in Nordrhein-Westfalen. Das Gebiet erstreckt sich östlich der Kernstadt Schwerte und südlich von Geisecke, einem Ortsteil der Stadt Schwerte. Südlich des Gebietes fließt die Ruhr, nördlich verläuft die A 1, nordöstlich erstreckt sich das etwa 12 ha große Naturschutzgebiet Bahnwald (UN-035).

## Bedeutung
Das etwa 54,3 ha große Gebiet wurde im Jahr 1997 unter der Schlüsselnummer UN-034 unter Naturschutz gestellt. Schutzziel ist der Erhalt und die Entwicklung der grünlandgeprägten, strukturreichen Auenlandschaft als Element des landesweiten Biotopverbundes und artenreicher Lebensraum.